# Joseph Roth
Joseph Roth (Brody, Imperi Austrohongarès, 2 de setembre de 1894 - París, 27 de maig de 1939) fou un periodista i escriptor austríac d'origen jueu.
Va escriure amb tècniques narratives tradicionals diverses novel·les de qualitat com Fugida sense fi, La llegenda del sant bevedor o La rebel·lió. La seva obra més coneguda és La marxa Radetzky, que descriu una família durant el declivi de l'Imperi Austrohongarès. És considerat, juntament amb Hermann Broch i Robert Musil, un dels majors escriptors centreeuropeus del segle xx. Va formar part de la literatura de l'exili provocat pel nazisme.
En la seva obra Juden auf Wanderschaft de 1927, descriu un relat fragmentat sobre les migracions jueves de l'est cap a l'oest d'Europa arran de la Primera Guerra Mundial i la Revolució Russa. Deixà Alemanya en arribar Hitler (1933). Inicialment simpatitzant del socialisme (Hotel Savoy, 1924), les experiències de l'URSS i del nazisme el decantaren vers la reivindicació de la monarquia austrohongaresa (tot i criticar-ne la decadència a La Marxa de Radetzky). Del 1934 al 1939 visqué a París, on morí a conseqüència d'una pulmonia, empobrit i alcoholitzat.
La seva obra va ser reconeguda sobretot de forma pòstuma. Al segle xxi, la reedició d'algunes de les seves obres i articles suscitaren un interès creixent en la seva figura.

## Biografia
De família jueva, posteriorment batejat catòlic, Joseph Roth naix i creix a Brodi, una ciutat de la Galítsia oriental (província de Lviv) que actualment forma part d'Ucraïna. Estudià filosofia i literatura alemanya a Lviv (llavors Lemberg), aleshores part de l'Imperi Austrohongarès, i una de les regions amb major població jueva del continent europeu. Roth no va conèixer son pare, desaparegut abans del seu naixement, i va créixer amb sa mare.
Estudia a Lviv, i el 1914, entra a la Universitat de Viena per a estudiar Filosofia i Literatura Germànica. El 1916 deixa els estudis i s'enrola a l'exèrcit per participar en la Primera Guerra Mundial, on és fet presoner pels russos. L'experiència bèl·lica el marca i li influirà durant la resta de la seua vida, igual que la sensació de sense-pàtria arran de la desaparició de l'Imperi Austrohongarès, la qual cosa es reflectirà a la seua obra.

## Periodista
L'any 1918 retorna a Viena. Escriu per a periòdics d'esquerra, ocasionalment amb el pseudònim de Roig Roth (der rote Roth). Dos anys després es trasllada a Berlín, on treballa als diaris Neue Berliner Zeitung i Berliner Börsen-Courier, on es converteix en un exitòs periodista. A partir de 1923 col·labora amb el Frankfurter Zeitung (1923-32). Viatja i informa des de diversos indrets d'Europa: el sud de França, Albània, la Unió Soviètica, Polònia o Itàlia. "Va ser un dels periodistes més distingits i millor pagats de l'època, fins a un marc per línia".

## Vida familiar

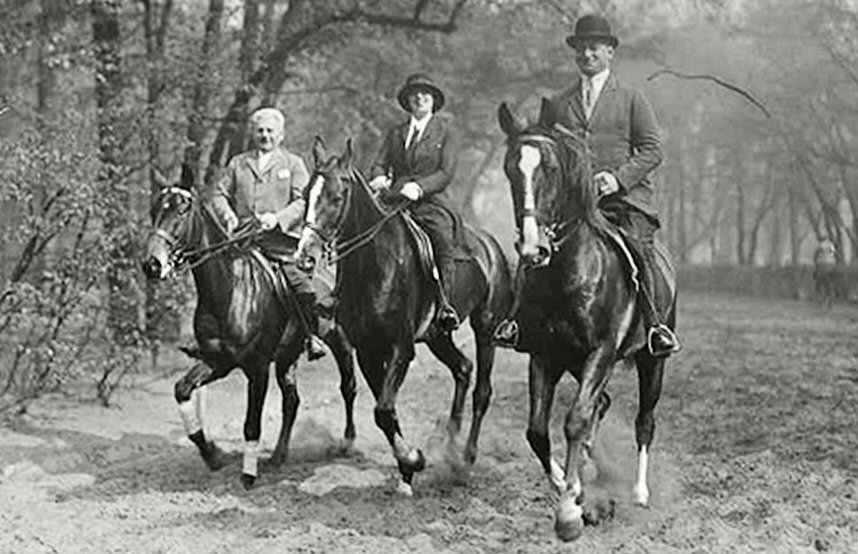
Joseph Roth (dreta) amb Friedl (centre) a cavall.

Roth es va casar amb Friederike (Friedl) Reichler el 1922. A finals de la dècada dels anys 20, la seua muller va esdevindre esquizofrènica, la qual cosa va fer que Joseph Roth patira una profunda crisi emocional i financera. Friedl Reichler va viure durant uns anys a un sanatori; i va ser assassinada pels nazis.

## Carrera com a escriptor
La primera novel·la (inacabada) de Joseph Roth va ser Das Spinnennetz (La teranyina). Va ser serialitzada el 1923 per un periòdic austriac. Va aconseguir un cert èxit com a escriptor durant aquesta dècada amb un seguit de novel·les en les quals explora com era la vida a l'Europa de postguerra. Però serà a partir de les obres aparegudes a l'inici de la següent dècada, com Hiob (Job) o Radetzkymarsch (La marxa Radetzky) quan gaudeix del reconeixement com a novel·lista.
A partir d'aquest moment, la ficció de Roth tractarà menys la societat contemporània, amb la qual hi estava desil·lusionat; durant aquest període, el seu treball evoca amb freqüència l'imperi centreeuropeu anterior a 1914: ho fa amb nostàlgia i malenconia. Sovint retrata la sort de rodamons que cerquen un lloc per a viure, en especial jueus i antics habitants d'Austria-Hongria, els quals, amb la caiguda de la monarquia, han perdut el seu únic Heimat (autèntica llar) possible. En els seus darrers treballs, sembla que Roth desitja el retorn de la monarquia amb tot el seu vell glamour, la qual cosa constrasta amb els seus inicis com Roig Roth.

## Anys a París

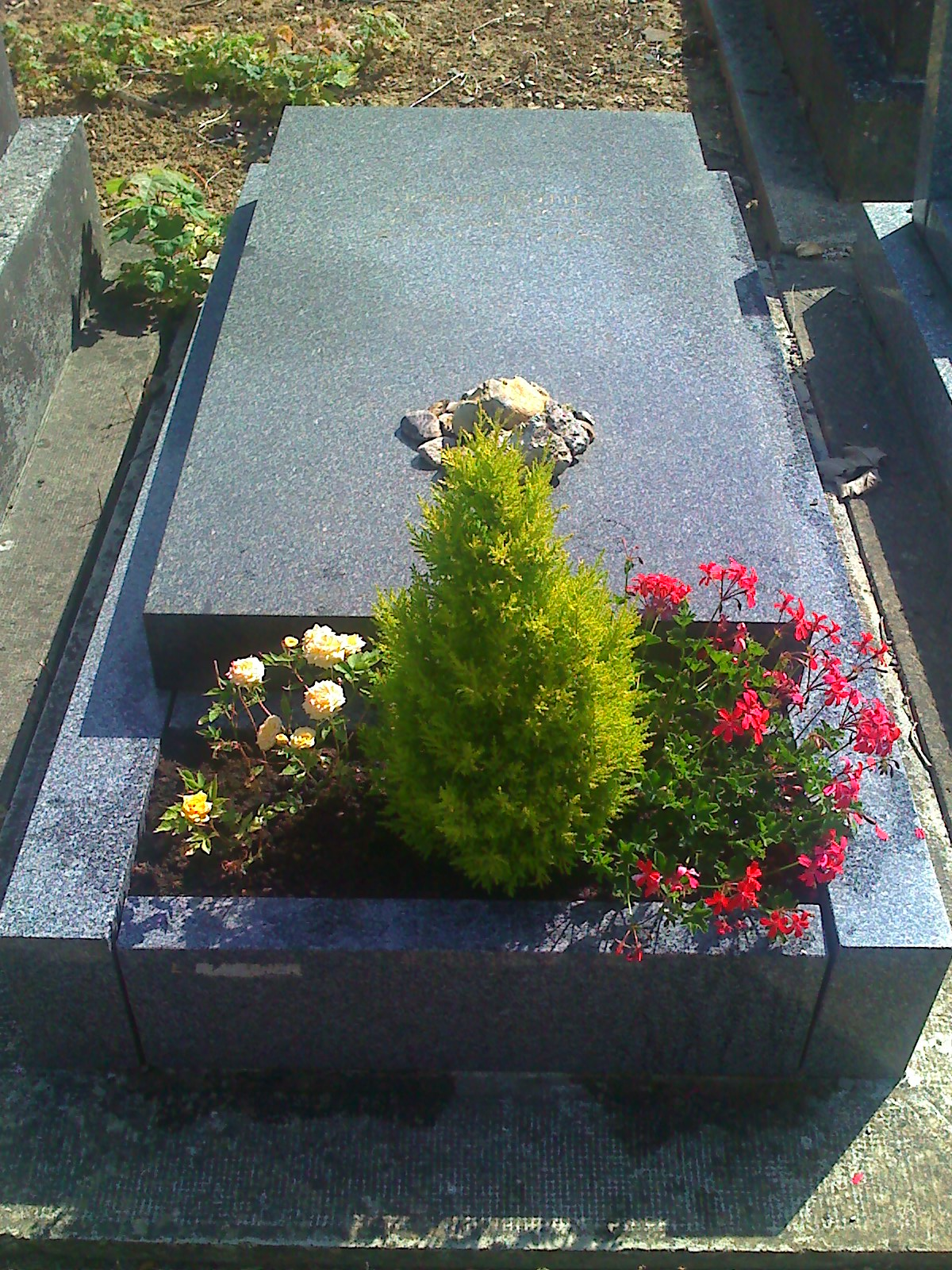
La tomba de Joseph Roth al Cimetière de Thiais

Per la seua condició de prominent periodista jueu, Roth va haver d'eixir d'Alemanya amb l'arribada al poder d'Adolf Hitler en gener de 1933. Aleshores, l'escriptor va fixar la seua residència a París. Roth estima la capital francesa i els seus assajos escrits ací tracten amb alegria la ciutat i la seua cultura.
En febrer de 1933, Roth va dirigir una profètica carta amb seu amic i escriptor austriac Stefan Zweig:
| « | Us n'haureu adonat que ens encaminem cap a grans catàstrofes. A part del que és privat - es destrueix la nostra existència literària i financera - tot indica que marxem cap una nova guerra. I no hi apostaria un penic per les nostres vides. Ells han tingut èxit en establir un regne de barbaritat. No us feu il·lusions. L'infern regna. | » |

Entre 1936 i 1938, Roth va tindre una relació amorosa amb Irmgard Keun. Ambdós van treballar junts i van viatjar per diverses ciutats europees: Vilna, Lviv, Varsòvia, Viena, Salzburg, Brussel·les o Amsterdam.
Sense la intenció de negar els seus orígens jueus, Roth va considerar com a molt important la seua relació amb el catolicisme. En els seus darrers anys es podria fins i tot haver convertit. Segons apunta el traductor Michael Hofmann, al prefaci de Report from a Parisian Paradise, una col·lecció d'assajos, es diu que Roth "va tindre dos funerals, un jueu i un altre cristià".
Els seus últims anys van ser difícils. Alcoholitzat i sense una residència fixa, vivia amb ansietat la seua situació econòmica i el seu propi futur personal. Tot i això, va escriure fins a la seua prematura mort, el 1939 a París. La seua darrera novel·la va ser Die Legende vom heiligen Trinker (La llegenda del sant bevedor), la qual narra els intents d'un rodamon alcohòlic per recuperar la seua dignitat i complir un deute. El seu col·lapse final es va precipitar quan va escoltar a les notícies que el dramaturg Ernst Toller s'havia penjat a Nova York. Joseph Roth està soterrat al Cimetière de Thiais, al sud de París.

## Obra literària
- Der Vorzugsschüler
  - Versió abreviada en l'Österreichs Illustrierte Zeitung del 10 de setembre de 1916, Viena.
  - Primera edició en Joseph Roth. Die Erzählungen. Kiepenheuer & Witsch, 1973.
  - Hi ha un manuscrit sense data al Leo Baeck Institute de Nova York.
- Barbara. Aparegut en el Österreichs Illustrierte Zeitung del 14 d'abril de 1918.
- Das Spinnennetz
  - Aparegut en el diari Arbeiterzeitung, del 7 d'octubre al 6 de novembre de 1923, Viena.
  - Primera edició. Kiepenheuer & Witsch, 1967.
- Hotel Savoy. Die Schmiede, 1924
- Die Rebellion. Die Schmiede, 1924
- April, Die Geschichte einer Liebe. J. H. W. Dietz Nachf., 1925
- Der blinde Spiegel, Ein kleiner Roman. J. H. W. Dietz Nachf., 1925
- Juden auf Wanderschaft. Die Schmiede, Berlin 1927
  - Nova edició: Kiepenheuer & Witsch, 1976, ISBN 3-462-01699-7.
- Die Flucht ohne Ende – Ein Bericht. Kurt Wolff, 1927
- Zipper und sein Vater. Kurt Wolff, 1928
- Rechts und links. Gustav Kiepenheuer, 1929
- Der stumme Prophet
  - Capítol: Ein Kapitel Revolution aparegut en 24 neue deutsche Erzähler.. Gustav Kiepenheuer, 1929.
  - Capítol: Der stumme Prophet aparegut en Die neue Rundschau. 1929.
  - Primera edició: Kiepenheuer & Witsch, 1966.
- Briefe aus Deutschland. Aparegut en: Fazit. Ein Querschnitt durch die deutsche Publizistik, 1929.
- Hiob. Roman eines einfachen Mannes. Gustav Kiepenheuer, 1930
- Panoptikum. Gestalten und Kulissen. Knorr & Hirth, 1930
- Radetzkymarsch. Gustav Kiepenheuer, 1932
- Stationschef Fallmerayer. Aparegut en: Novellen deutscher Dichter der Gegenwart., 1933
- Tarabas, ein Gast auf dieser Erde. Querido, 1934
- Triumph der Schönheit, escrit en la versió francesa per Blanche Gidon (La triomphe de la beauté) i aparegut en Nouvelles littéraires, setembre de 1934.
- Die Büste des Kaisers, escrit en la versió francesa per Blanche Gidon (La buste de l'empereur) i aparegut en Nouvelles littéraires, desembre de 1934.
- Der Antichrist. Allert de Lange, 1934.
- Der Leviathan. Querido, 1940
  - Fragment: Der Korallenhändler aparegut en Das neue Tage-Buch, 22 de desembre de 1934, París.
- Die hundert Tage. Allert de Lange, 1935
- Beichte eines Mörders, erzählt in einer Nacht. Allert de Lange, 1936
- Das falsche Gewicht. Die Geschichte eines Eichmeisters. Querido, 1937
- Die Kapuzinergruft. De Gemeenschap, 1938
- Die Geschichte von der 1002. Nacht. De Gemeenschap, 1939
- Die Legende vom heiligen Trinker. Allert de Lange, 1939
  - Fragment: Das Ende der Legende vom heiligen Trinker. aparegut en Das neue Tage-Buch, 10 de juny de 1939.

### Obra traduïda al català[2]
- Hotel Savoy. Traducció de Carme Gala. Barcelona: Glauco, 1985.
- La marxa de Radetzky. Traducció de Joan Valls. Barcelona: Proa, 1985.
- La rebel·lió. Traducció de Judith Vilar. Barcelona: Laia, 1989. [2a ed. Muro: Ensiola Editorial, 2008.]
- Job; La llegenda del sant bevedor. Traducció de Judith Vilar. Barcelona, Edicions 62, 1993. [2a ed. de La llegenda del Sant Bevedor. Barcelona: Viena, 2008.] [2a ed. de Job. Barcelona: L'Avenç, 2012.]
- La fugida sense fi. Traducció de Heike van Lawick. Alzira: Bromera, 1995.
- El pes fals. Traducció de Jaume Creus. Collbató: La Guineu, 2006. L'Avenç, 2016[7]
- La cripta dels caputxins. Traducció de Jaume Creus. Barcelona: L'Avenç, 2015.
- Viatge a Rússia. Traducció de Jaume Creus. Barcelona: L'Avenç, 2018.
- L'Anticrist. Traducció de Pilar Estelrich i Arce. Martorell: Adesiara, col. Vagueries núm. 23, 2020.
- Zipper i el seu pare. Traducció de Marc Jiménez Buzzi. Girona, Edicions de la Ela Geminada, 2021.
- La llegenda del sant bevedor. Traducció de Pilar Estelrich. Barcelona, Flâneur, 2021.
- Dos relats. Abril i El triomf de la bellesa. Traducció de Ramon Monton. Girona, Edicions de la Ela Geminada, 2023.
- Jueus errants. Traducció de Pilar Estelrich i Arce. Martorell: Adesiara, 2024.